# Archicapellán
Un archicapellán era, en la Alta Edad Media, un gran oficial del séquito de los reyes carolingios. Junto con el canciller y el conde palatino formaban el núcleo principal de confianza del emperador, dominando la administración central.
El archicapellán dirigía el personal eclesiástico, representaba al papa ante el emperador, gestionaba la capilla real, asesoraba al soberano en asuntos eclesiásticos y dirigía la escuela palatina.
Este término se utilizó posteriormente para designar a los altos oficiales de los reyes resultantes de la desintegración del imperio carolingio. Así, el arzobispo de Lyon, Remigio I († 875) fue archicapellán del rey Carlos de Provenza.

## Algunos archicapellanes reales y del Sacro Imperio Romano Germánico
- Fulrado (c. 710 - † 784), abad de Saint-Denis.[2]
- Angilramo, obispo de Metz.
- Hildebold de Colonia,[3] obispo en 787 y luego arzobispo de Colonia entre 794 y 818/819.
- Hilduino († 841), abad de Saint-Denis.[2]
- Hugo el Abad († 886).
- Hildeberto de Maguncia, († 927).
- Willigis (c. 982 - c. 1007), arzobispo de Maguncia y archicanciller del Sacro Imperio Romano Germánico, para el emperador Otón II.[4]
- Erkanbald (c. 1016 - c. 1020), arzobispo de Maguncia.[5]
- Aribo (c. 1023 - c. 1028), arzobispo de Maguncia.[6]
- Willegis (c. 1073).[7]